# فهرست مربیان باشگاه فوتبال منچستر یونایتد
آنچه در پی می‌آید فهرست مربیان باشگاه فوتبال منچستر یونایتد و افتخارات آن‌ها از سال۱۸۹۲ می‌باشد که باشگاه به صورت رسمی وارد لیگ انگلیس شد.

## آمار
آخرین به‌روزرسانی: ۲ فوریه ۲۰۲۳ÇÇ
| نام مربی                   | ملیت          | از تاریخ       | تا تاریخ       | تعداد بازی | برد    | مساوی  | باخت   | گل زده | گل خورده | ٪ برد  | افتخارات |                     |
| -------------------------- | ------------- | -------------- | -------------- | ---------- | ------ | ------ | ------ | ------ | -------- | ------ | --- | ------------------- |
| آلفرد هارولد آلبوت         | انگلستان      | ۱۸۹۲           | ۱۹۰۰           | نامشخص     | نامشخص | نامشخص | نامشخص | نامشخص | نامشخص   | نامشخص | نامشخص |                     |
| جیمز وست                   | انگلستان      | ۱۹۰۰           | سپتامبر ۱۹۰۳   | ۱۱۳        | ۴۶     | ۲۰     | ۴۷     | ۱۵۹    | ۱۴۷      | ۴۰٫۷۱  | |                     |
| ارنست منگنال               | انگلستان      | ۱۰ اکتبر ۱۹۰۳  | ۹ سپتامبر ۱۹۱۲ | ۳۷۳        | ۲۰۲    | ۷۶     | ۹۵     | ۷۰۰    | ۴۷۶      | ۵۴٫۱۶  | ۲ قهرمانی در لیگ برتر ۱ قهرمانی در جام اتحادیه ۲ جام خیریه |                     |
| تی.جی وال‌ورث               | نامشخص        | ۹ سپتامبر ۱۹۱۲ | ۲۰ اکتبر ۱۹۱۲  | ۶          | ۳      | ۲      | ۱      | ۱۱     | ۷        | ۵۰٫۰۰  | |                     |
| جان بنتلی                  | انگلستان      | ۲۸ اکتبر ۱۹۱۲  | ۲۸ دسامبر ۱۹۱۴ | ۸۲         | ۳۶     | ۱۶     | ۳۰     | ۱۲۷    | ۱۱۰      | ۴۳٫۹۰  | |                     |
| جک رابسون                  | اسکاتلند      | ۲۸ دسامبر ۱۹۱۴ | ۳۱ اکتبر ۱۹۲۱  | ۱۳۹        | ۴۱     | ۴۲     | ۵۶     | ۱۸۳    | ۲۰۷      | ۲۹٫۵۰  | |                     |
| جان چپمن                   | انگلستان      | ۳۱ اکتبر ۱۹۲۱  | ۸ اکتبر ۱۹۲۶   | ۲۲۱        | ۸۶     | ۵۸     | ۷۷     | ۲۸۷    | ۲۷۴      | ۳۸٫۹۱  | |                     |
| لل هیلدیتچ                 | انگلستان      | ۸ اکتبر ۱۹۲۶   | ۱۳ آوریل ۱۹۲۷  | ۳۳         | ۱۰     | ۱۰     | ۱۳     | ۳۸     | ۴۷       | ۳۰٫۳۰  | |                     |
| هربرت باملت                | انگلستان      | ۱۳ آوریل ۱۹۲۷  | ۹ نوامبر ۱۹۳۱  | ۱۸۳        | ۵۷     | ۴۲     | ۸۴     | ۲۸۰    | ۳۷۴      | ۳۱٫۱۵  | |                     |
| والتر کریکمر               | انگلستان      | ۹ نوامبر ۱۹۳۱  | ۱۳ ژوئیه ۱۹۳۲  | ۴۳         | ۱۷     | ۸      | ۱۸     | ۷۲     | ۷۶       | ۳۹٫۵۳  | |                     |
| اسکات دانکن                | اسکاتلند      | ۱۳ ژوئیه ۱۹۳۲  | ۷ نوامبر ۱۹۳۷  | ۲۳۵        | ۹۲     | ۵۳     | ۹۰     | ۳۷۱    | ۳۶۲      | ۳۹٫۱۵  | |                     |
| والتر کریکمر               | انگلستان      | ۹ نوامبر ۱۹۳۷  | ۱۵ فوریه ۱۹۴۵  | ۷۶         | ۳۰     | ۲۴     | ۲۲     | ۱۳۱    | ۱۱۲      | ۳۹٫۴۷  | |                     |
| مت بازبی                   | اسکاتلند      | ۱ اکتبر ۱۹۴۵   | ۱۱ ژوئن ۱۹۶۹   | ۱٫۱۲۰      | ۵۶۵    | ۲۶۳    | ۲۹۲    | ۲٫۲۸۶  | ۱٫۵۳۶    | ۵۰٫۳۶  | ۵ قهرمانی در لیگ ۲ قهرمانی در جام اتحادیه ۵ جام خیریه ۱ قهرمانی در لیگ قهرمانان اروپا |                     |
| جیمی مورفی                 | ولز           | فوریه ۱۹۵۸     | ژوئن ۱۹۵۸      | ۲۲         | ۵      | ۷      | ۱۰     | ۲۷     | ۴۲       | ۲۲٫۷۳  | |                     |
| ویلف مک‌گینس                | انگلستان      | ۱۱ ژوئن ۱۹۶۹   | ۲۹ دسامبر ۱۹۷۰ | ۸۷         | ۳۲     | ۳۲     | ۲۳     | ۱۲۷    | ۱۱۱      | ۳۶٫۷۸  | |                     |
| مت بازبی                   | اسکاتلند      | ۲۹ دسامبر ۱۹۷۰ | ۸ ژوئن ۱۹۷۱    | ۲۱         | ۱۱     | ۳      | ۷      | ۳۸     | ۳۰       | ۵۲٫۳۸  | |                     |
| فرانک اوفارل               | جمهوری ایرلند | ۸ ژوئن ۱۹۷۱    | ۱۹ دسامبر ۱۹۷۲ | ۸۱         | ۳۰     | ۲۴     | ۲۷     | ۱۱۵    | ۱۱۱      | ۳۳٫۰۴  | |                     |
| تامی دوچرتی                | اسکاتلند      | ۲۲ دسامبر ۱۹۷۲ | ۴ ژوئیه ۱۹۷۷   | ۲۲۸        | ۱۰۷    | ۵۶     | ۶۵     | ۳۳۳    | ۲۵۲      | ۴۶٫۹۳  | ۱ قهرمانی در جام اتحادیه |                     |
| دیو سکستون                 | انگلستان      | ۱۴ ژوئیه ۱۹۷۷  | ۲۹ آوریل ۱۹۸۱  | ۲۰۱        | ۸۱     | ۶۴     | ۵۶     | ۲۹۰    | ۲۴۰      | ۴۰٫۳۰  | ۱ جام خیریه |                     |
| ران اتکینسون               | انگلستان      | ۹ ژوئن ۱۹۸۱    | ۶ نوامبر ۱۹۸۶  | ۲۹۲        | ۱۴۶    | ۷۹     | ۶۷     | ۴۶۱    | ۲۶۶      | ۵۰٫۰۰  | ۲ قهرمانی در جام اتحادیه |                     |
| الکس فرگوسن                | اسکاتلند      | ۶ نوامبر ۱۹۸۶  | ۱۹ مهٔ ۲۰۱۳     | ۱٬۵۰۰      | ۸۹۵    | ۳۳۸    | ۲۶۷    | ۲٬۷۶۹  | ۱٬۳۶۵    | ۵۹٫۶۷  | ۱۳ قهرمانی در لیگ برتر ۵ قهرمانی در جام حذفی ۴ قهرمانی در جام اتحادیه ۱۰ قهرمانی جام خیریه ۲ قهرمانی در لیگ قهرمانان اروپا ۱ قهرمانی در جام برندگان اروپا ۱ قهرمانی در سوپرجام اروپا ۱ قهرمانی در جام بین‌قاره‌ای ۱ قهرمانی در جام باشگاه‌های جهان |                     |
| دیوید مویس                 | اسکاتلند      | ۱ ژوئیه ۲۰۱۳   | ۲۲ آوریل ۲۰۱۴  | ۵۱         | ۲۷     | ۹      | ۱۵     | ۸۶     | ۵۴       | ۵۲٫۹۴  | ۱ قهرمانی در جام خیریه |                     |
| رایان گیگز (موقت)          | ولز           | ۲۲ آوریل ۲۰۱۴  | ۱۱ مه ۲۰۱۴     | ۴          | ۲      | ۱      | ۱      | ۸      | ۳        | ۵۰٫۰۰  | |                     |
| لوئی فان خال               | هلند          | ۱۶ ژوئیه ۲۰۱۴  | ۲۳ می ۲۰۱۶     | ۱۰۳        | ۵۴     | ۲۵     | ۲۴     | ۱۵۸    | ۹۸       | ۵۲٫۴۳  | ۱ قهرمانی در جام حذفی |                     |
| ژوزه مورینیو               | پرتغال        | ۲۷ مه ۲۰۱۶     | ۱۸ دسامبر ۲۰۱۸ | ۱۴۴        | ۸۴     | ۳۲     | ۲۸     | ۲۴۳    | ۱۲۱      | ۵۸٫۳۳  | ۱ قهرمانی در جام خیریه ۱ قهرمانی در جام اتحادیه ۱ قهرمانی در لیگ اروپا |                     |
| اوله گونر سولشر            | نروژ          | ۱۹ دسامبر ۲۰۱۸ | ۲۱ نوامبر ۲۰۲۱ | ۱۶۸        | ۹۱     | ۳۷     | ۴۰     | ۳۰۸    | ۱۸۰      | ۵۴٫۱۷  | |                     |
| مایکل کریک (سرپرست موقت)   | انگلستان      | ۲۱ نوامبر ۲۰۲۱ | ۳ دسامبر ۲۰۲۱  | ۳          | ۲      | ۱      | ۰      | ۶      | ۳        | ۶۶٫۶۷  | |                     |
| رالف رانگنیک (سرمربی موقت) | آلمان         | ۳ دسامبر ۲۰۲۱  | ۲۲ مهٔ ۲۰۲۲     | ۲۹         | ۱۱     | ۱۰     | ۸      | ۳۷     | ۳۷       | ۳۷٫۹۳  | |                     |
| اریک تن هاخ                | هلند          | ۲۳ مهٔ ۲۰۲۲     | 28 اکتبر 2024  | ۳۳         | ۲۴     | ۳      | ۶      | ۶۲     | ۳۲       | ۷۲٫۷۳  | 1 قهرمانی در جام اتحادیه | قهرمانی در جام حذفی |